# Kwasy utleniające
Kwasy utleniające – kwasy, które są silnymi utleniaczami, tzn. mają zdolność zwiększania stopnia utlenienia reagujących z nimi związków chemicznych.
Aby kwas mógł mieć własności utleniające jego reszta kwasowa musi posiadać zdolność do redukcji, a zatem zawierać jeden lub więcej atomów na wysokich stopniach utlenienia. Teoretycznie każdy kwas, który posiada atomy reszty kwasowej na wyższych stopniach utlenienia niż 0, może w pewnych warunkach wykazać własności utleniające. W praktyce jednak, mówiąc o kwasach utleniających ma się na myśli tylko te, które rzeczywiście wykazują silne własności utleniające.
Zdolność do utleniania jest zupełnie inną cechą kwasów niż ich moc, choć jest często z nim mylona. Wiele kwasów o dużej mocy nie wykazuje zupełnie własności utleniających. Typowym przykładem silnego kwasu niemającego własności utleniających jest kwas solny. Z kolei słaby kwas podchlorawy jest kwasem silnie utleniającym.
Niektóre kwasy utleniające:
- wszystkie kwasy tlenowe chlorowców; ich właściwości utleniające słabną wraz ze wzrostem stopnia utlenienia chlorowca (a jednocześnie rośnie ich moc i trwałość)[1],
- azotowy,
- siarkowy (stężony),
- chromowy,
- nadtlenosiarkowe – nadtlenodwusiarkowy i nadtlenomonosiarkowy,
- nadoctowy i inne tlenowe tzw. nadkwasy organiczne.